# Isla de la Anciana

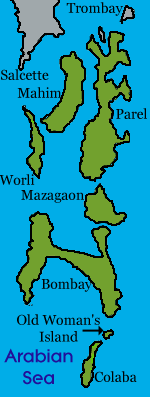
Siete islas de Bombay

La isla de la anciana, también conocida como The Old Woman's Island y también como Little Colaba es una de las siete islas que componen la ciudad de Bombay, India, y parte del histórico Old Bombay.
El nombre Colaba proviene de Kolabhat, una palabra en el idioma de Kolis, los habitantes indígenas de las islas, antes de la llegada de los portugueses. [3] El área que ahora es Colaba fue originalmente una región que consta de dos islas: Colaba  y la «Isla de la anciana» —Old Woman's Island — o Little Colaba. La isla de Colaba fue una de las siete islas de Bombay gobernadas por los portugueses.
Portugal continuó manteniendo la isla Little Colaba durante varias décadas más antes de cederla a los ingleses hacia 1762, sujeto a la retención de la propiedad portuguesa de una casa en la isla, que ahora es la Capilla del Santísimo Sacramento en Middle Colaba. La Calzada de Colaba, construida en 1838, conectaba esta última isla con la parte continental de Bombay, junto con la isla de Colaba.